# Châteauguay-Laprairie
Pour les articles homonymes, voir Châteauguay (homonymie).
Châteauguay-Laprairie est un ancien district électoral du Québec. Il a existé de 1939 à 1944.

## Historique
Précédée de : Châteauguay et Napierville-Laprairie
Suivie de : Châteauguay et Napierville-Laprairie
Le district électoral de Châteauguay-Laprairie a été créé en vue de l'élection de 1939. Il n'a toutefois existé que pour cette législature, la carte initiale de cette région ayant été remise en place pour l'élection de 1944. La district était issue de la partie ouest du district de Napierville-Laprairie et du district de Châteauguay.

## Liste des députés
|  | 1939 - 1944 | Roméo Fortin | Libéral |

## Résultat électoral
|       | Nom            | Parti           | Nombre de voix | %      | Maj. |
| ----- | -------------- | --------------- | -------------- | ------ | ---- |
|       | Roméo Fortin   | Libéral         | 3 049          | 52,3 % | 432  |
|       | Auguste Boyer  | Union nationale | 2 617          | 44,9 % | -    |
|       | Léo Chêvrefils | ALN             | 168            | 2,9 %  | -    |
| Total | Total          | Total           | 5 834          | 100 %  |      |